# Saint-Hilaire-les-Monges
Saint-Hilaire-les-Monges ist eine französische Gemeinde mit 84 Einwohnern (Stand 1. Januar 2022) im Département Puy-de-Dôme in der Region Auvergne-Rhône-Alpes (vor 2016 Auvergne). Die Gemeinde gehört zum Arrondissement Riom (bis 2017 Clermont-Ferrand) und zum Kanton Saint-Ours (bis 2015 Pontaumur). 

## Weblinks

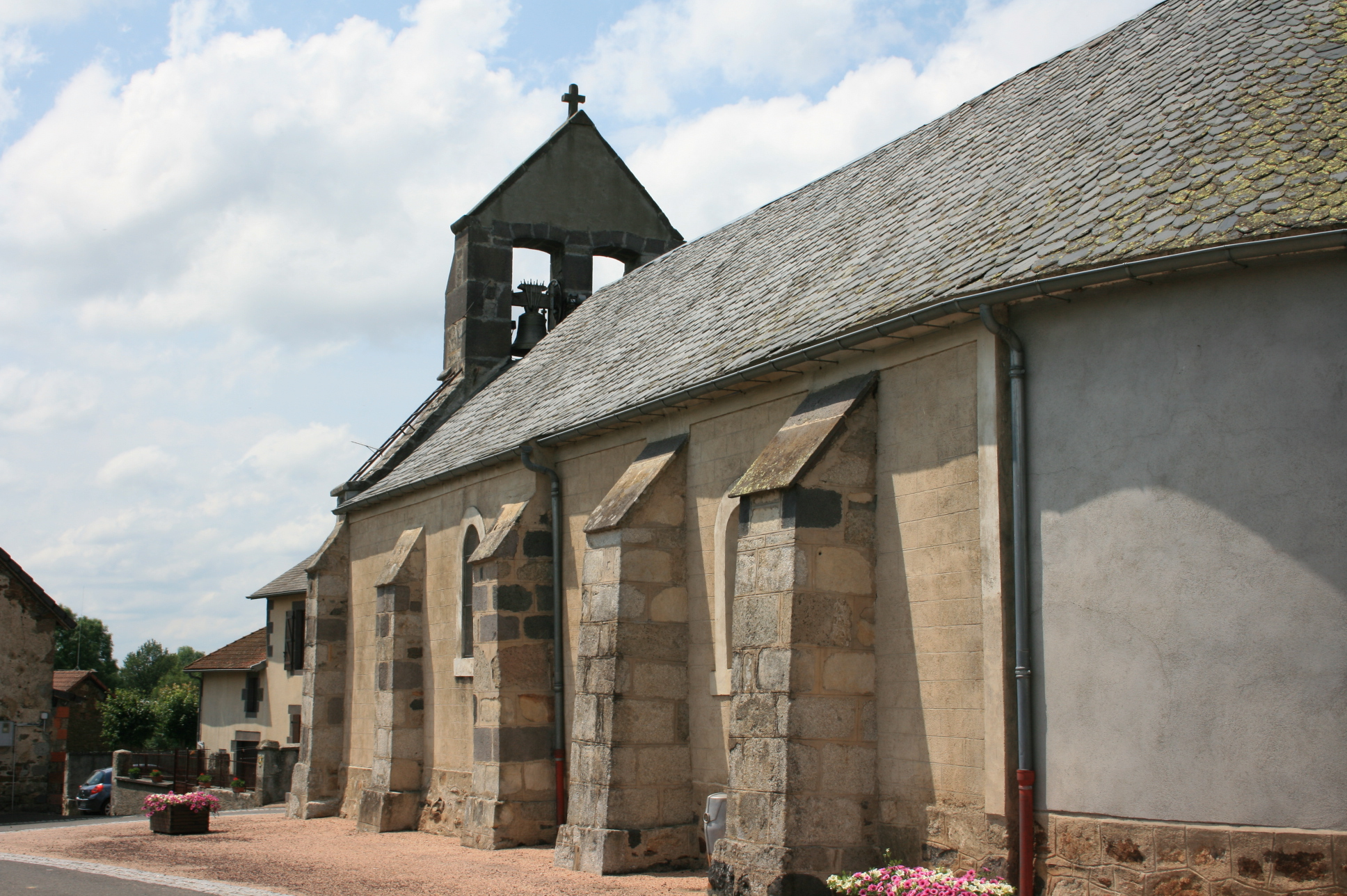
Kirche Saint-Hilaire

## Lage
Saint-Hilaire-les-Monges liegt etwa 39 Kilometer westnordwestlich von Clermont-Ferrand in der alten Kulturlandschaft der Combrailles. An der nordöstlichen Gemeindegrenze verläuft das Flüsschen Bessanton. Umgeben wird Saint-Hilaire-les-Monges von den Nachbargemeinden Combrailles im Norden, Cisternes-la-Forêt im Osten, Prondines im Süden sowie Puy-Saint-Gulmier im Westen.

## Bevölkerungsentwicklung
| Jahr                       | 1962 | 1968 | 1975 | 1982 | 1990 | 1999 | 2006 | 2013 |
| Einwohner                  | 165  | 158  | 150  | 140  | 135  | 115  | 108  | 101  |
| Quellen: Cassini und INSEE |      |      |      |      |      |      |      |      |

## Sehenswürdigkeiten
- Kirche Saint-Hilaire